# フリートストリートダンサー
フリートストリートダンサー（欧字名:Fleetstreet Dancer、1998年5月12日 - ）は、アメリカ合衆国の競走馬。
2003年のジャパンカップダート（GI）優勝馬。2023年シーズン終了時で唯一の外国調教馬によるジャパンカップダート優勝馬であり、日本中央競馬会主催のGI級競走優勝馬としてもっとも馬名が長い競走馬である。

## 経歴
3歳時はダート7fのメイドン（新馬･未勝利）、芝7fのアローワンス（一般競走）に勝利。4歳になるとダート8f、8.5fのアローワンスを連勝し重賞のネイティヴダイヴァーハンデに出走、2着となる。5歳ではサンカルロステークス2着、サンバーナーディーノハンデ3着、マーヴィンルロイハンデ2着、パシフィッククラシック3着、グッドウッドブリーダーズカップハンデ2着と好走はするものの勝ちきれないレースが続く。
11月29日、招待を受けてジャパンカップダートに出走。重賞未勝利、さらに前走のシービスケットハンデ（準重賞）で6着に敗れており、これまで外国調教馬が一度も連対していないことなどから11番人気と評価は低かった。1番人気はダートGI3勝のアドマイヤドン、以下ダート初挑戦ながら武蔵野ステークスを4馬身差で勝利したサイレントディール、ユニコーンステークス、ダービーグランプリの勝ち馬ユートピアと続いた。レースは不良馬場の中先行し、直線で一度はアドマイヤドンに抜け出されるものの内から差し返しほぼ同時に入線した。写真判定の結果、4cm差でフリートストリートダンサーが勝利した。
6歳になったフリートストリートダンサーはサンアントニオハンデ3着後、ドバイワールドカップに出走し7着となり、引退した。

## 年度別競走成績
- 2001年 5戦2勝
- 2002年 8戦2勝
  - 2着 ネイティヴダイヴァーハンデ (G3)
- 2003年 10戦1勝
  - 1着 ジャパンカップダート (GI)
  - 2着 マーヴィンルロイハンデ (G2) 、グッドウッドブリーダーズカップハンデ (G2)
  - 3着 パシフィッククラシック (G1) 、サンバーナーディーノハンデ (G3)
- 2004年 2戦0勝
  - 3着 サンアントニオハンデ (G3)

## 血統
| フリートストリートダンサーの血統ミスタープロスペクター系 / Native Dancer 3×4×5=21.88% | フリートストリートダンサーの血統ミスタープロスペクター系 / Native Dancer 3×4×5=21.88% | フリートストリートダンサーの血統ミスタープロスペクター系 / Native Dancer 3×4×5=21.88% | （血統表の出典）   | （血統表の出典） |
| 父 Smart Strike 1992年 鹿毛                                                           | 父の父Mr. Prospector 1970年 鹿毛                                                      | Raise a Native                                                                        | Native Dancer      | Native Dancer    |
| 父 Smart Strike 1992年 鹿毛                                                           | 父の父Mr. Prospector 1970年 鹿毛                                                      | Raise a Native                                                                        | Raise You          |                  |
| 父 Smart Strike 1992年 鹿毛                                                           | 父の父Mr. Prospector 1970年 鹿毛                                                      | Gold Digger                                                                           | Nashua             | Nashua           |
| 父 Smart Strike 1992年 鹿毛                                                           | 父の父Mr. Prospector 1970年 鹿毛                                                      | Gold Digger                                                                           | Sequence           |                  |
| 父 Smart Strike 1992年 鹿毛                                                           | 父の母Classy 'n Smart 1981年 鹿毛                                                     | Smarten                                                                               | Cyane              | Cyane            |
| 父 Smart Strike 1992年 鹿毛                                                           | 父の母Classy 'n Smart 1981年 鹿毛                                                     | Smarten                                                                               | Smartaire          |                  |
| 父 Smart Strike 1992年 鹿毛                                                           | 父の母Classy 'n Smart 1981年 鹿毛                                                     | No Class                                                                              | Nodouble           | Nodouble         |
| 父 Smart Strike 1992年 鹿毛                                                           | 父の母Classy 'n Smart 1981年 鹿毛                                                     | No Class                                                                              | Classy Quillo      |                  |
| 母 Street Ballet 1977年 鹿毛                                                          | 母の父Nijinsky II 1967年 鹿毛                                                         | Northern Dancer                                                                       | Nearctic           | Nearctic         |
| 母 Street Ballet 1977年 鹿毛                                                          | 母の父Nijinsky II 1967年 鹿毛                                                         | Northern Dancer                                                                       | Natalma            |                  |
| 母 Street Ballet 1977年 鹿毛                                                          | 母の父Nijinsky II 1967年 鹿毛                                                         | Flaming Page                                                                          | Bull Page          | Bull Page        |
| 母 Street Ballet 1977年 鹿毛                                                          | 母の父Nijinsky II 1967年 鹿毛                                                         | Flaming Page                                                                          | Flaring Top        |                  |
| 母 Street Ballet 1977年 鹿毛                                                          | 母の母Street Dancer 1967年 黒鹿毛                                                     | Native Dancer                                                                         | Polynesian         | Polynesian       |
| 母 Street Ballet 1977年 鹿毛                                                          | 母の母Street Dancer 1967年 黒鹿毛                                                     | Native Dancer                                                                         | Geisha             |                  |
| 母 Street Ballet 1977年 鹿毛                                                          | 母の母Street Dancer 1967年 黒鹿毛                                                     | Beaver Street                                                                         | My Babu            | My Babu          |
| 母 Street Ballet 1977年 鹿毛                                                          | 母の母Street Dancer 1967年 黒鹿毛                                                     | Beaver Street                                                                         | Wood Fire F-No.3-d |                  |

- 近親にRiver Special（ホーリーウッドフューチュリティ、ノーフォークステークス）
- 祖母Street Dancerの全姉にNative Street （ケンタッキーオークス）